# ロブ・モロー
ロブ・モロー（Rob Morrow、1962年9月21日 - ）は、アメリカ合衆国の俳優。

## プロフィール
ニューヨーク州ニューロシェル出身のユダヤ系。9歳の時に両親は離婚。
1985年にデビュー。エミー賞、ゴールデングローブ賞作品賞（テレビドラマ部門）受賞作『たどりつけばアラスカ』の主演で注目され、1991年から1993年まで3年連続でゴールデングローブ賞テレビドラマ部門最優秀男優賞にノミネートされる。1994年にロバート・レッドフォードの『クイズ・ショウ』の主役に抜擢される。映画・テレビの両方で活躍しているが、日本公開作品は少ない。2005年からはテレビシリーズ『NUMBERS 天才数学者の事件ファイル』でFBI捜査官のドン・エプスを演じている。舞台でも活躍しており、アンサンブル劇団「Naked Angels」の創設メンバーでもある。
私生活では1998年に女優のDebbon Ayerと結婚。2001年に女児が誕生している。

## 主な出演作品

### 映画
- マイアミ・ホット・リゾート Private Resort (1985) 日本未公開
- クイズ・ショウ Quiz Show (1994) - ディック・グッドウィン
- ラストダンス Last Dance (1996) - リック・ヘイズ
- ミスター・コンプレックス/結婚恐怖症の男 Mother (1996) 日本未公開
- リンカーン暗殺の日 The Day Lincoln Was Shot (1998) テレビ映画
- フィラデルフィア24時 The Thin Blue Lie (2000) テレビ映画
- ジェニファーの明日 あなたを抱きしめさせて Jenifer (2001) テレビ映画
- 卒業の朝 The Emperor's Club (2002) - ジェームズ・エルビー
- 踊るマハラジャ★NYへ行く The Guru (2002) 日本未公開
- 最高の人生の見つけ方 The Bucket List (2007)
- グッド・ドクター 禁断のカルテ The Good Doctor (2011) - ウェイランズ医師
- ハウンド Night of the Wind (2015) テレビ映画
- キル・チーム The Kill Team (2019) - ウィリアム・ブリグマン

### テレビシリーズ
- モンスターズ Monsters (1988 - 1990)
- たどりつけばアラスカ Northern Exposure (1990 - 1995) - ジョエル・フライシュマン
- NUMBERS 天才数学者の事件ファイル Numb3rs (2005 - 2010) - ドン・エプス
- アントラージュ★オレたちのハリウッド Entourage (2010 - 2011) - ジム・レフコウィッツ
- ジャッジメント〜NY法廷ファイル〜 The Whole Truth (2010 - 2011) - ジミー・ブローガン
- CSI:ニューヨーク CSI: NY (2012) - レナード・ブルックス
- LAW & ORDER:性犯罪特捜班 Law & Order: Special Victims Unit (2015)
- フォスター家の事情 The Fosters (2016 - 2017) - ウィル
- アメリカン・クライム・ストーリー/O・J・シンプソン事件 The People v. O. J. Simpson: American Crime Story (2016)
- HAWAII FIVE-0 HAWAII FIVE-0 (2019) - カレン